# Haeterius tristriatus
Haeterius tristriatus är en skalbaggsart som beskrevs av Horn 1874. Haeterius tristriatus ingår i släktet Haeterius och familjen stumpbaggar. Inga underarter finns listade i Catalogue of Life.